# هارتمان تورومبا
هارتمان تورومبا (بالإنجليزية: Hartman Toromba)‏ (2 نوفمبر 1984 ويندهوك ناميبيا - ) هو لاعب كرة قدم ناميبي، يلعب كمدافع، شارك في كأس الأمم الأفريقية 2008.

## روابط خارجية
- هارتمان تورومبا على موقع الاتحاد الدولي (مؤرشف)  (الإنجليزية)
- هارتمان تورومبا على موقع قاعدة بيانات كرة القدم.إي يو (الإنجليزية)
- هارتمان تورومبا على موقع ناشيونال فوتبول تيمز (الإنجليزية)
- هارتمان تورومبا على موقع Soccerway.com (الإنجليزية)
- هارتمان تورومبا على موقع عالم كرة القدم.نت (الإنجليزية)